# Uganda ved sommer-OL 2020
Uganda deltog under Sommer-OL 2020 i Tokyo som blev afviklet i perioden 23. juli til 8. august 2021.

## Medaljer
| 2020 Tokyo | Guld | Sølv | Bronze | Total |
| Uganda     | 2    | 1    | 1      | 4     |

### Medaljevinderne
| Uganda under sommer-OL 2020 i Tokyo | Uganda under sommer-OL 2020 i Tokyo | Uganda under sommer-OL 2020 i Tokyo | Uganda under sommer-OL 2020 i Tokyo | Uganda under sommer-OL 2020 i Tokyo |
| Medalje                             | Navn                                | Sport                               | Event                               | Dato                                |
| ----------------------------------- | ----------------------------------- | ----------------------------------- | ----------------------------------- | ----------------------------------- |
| Guld                                | Peruth Chemutai                     | Atletik                             | 3000 meter forhindringsløb          | 4. august                           |
| Guld                                | Joshua Cheptegei                    | Atletik                             | Mændenes 5000 m                     | 6. august                           |
| Sølv                                | Joshua Cheptegei                    | Atletik                             | Mændenes 10000 m                    | 30. juli                            |
| Bronze                              | Jacob Kiplimo                       | Atletik                             | Mændenes 10000 m                    | 30. juli                            |